# Abantis bamptoni
Abantis bamptoni là một loài bướm ngày thuộc họ Bướm nhảy. Loài này được tìm thấy ở Zimbabwe, Mozambique, tây Tanzania, bắc Zambia và Cộng hòa Dân chủ Congo (từ Shaba đến Mpala). Môi trường sống của loài này bao gồm các rừng rụng lá, chẳng hạn như rừng Brachystegia.
Ấu trùng của loài này ăn Uapaca kirkiana, Uapaca nitida và Uapaca sansibarica.